# Arhbarite
L'arhbarite (de symbole IMA : Arh) est un minéral d'arséniate de cuivre et de magnésium de formule chimique Cu2Mg(AsO4)(OH)3. Elle a été découverte dans une zone oxydée d'un gisement de minerai polymétallique hydrothermal et porte le nom de la localité de sa découverte, la mine d'Arhbar dans la province de Ouarzazate dans le Drâa-Tafilalet, au Maroc,.

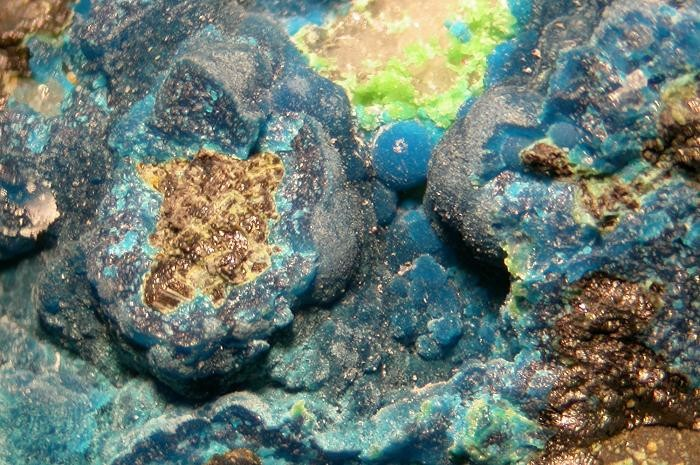
Arhbarite trouvée au Chili.

Depuis son identification en 1982, elle a été trouvée également au Chili dans deux mines de Taltal de la province d'Antofagasta.